# 正岡謙一郎
正岡 謙一郎（まさおか けんいちろう、1971年1月4日 - ）は、放送作家、脚本家。有限会社ボックスエンターテイメント社長。

## 来歴
- 日本大学芸術学部放送学科在学中より放送作家となる。
- ニッポン放送『オールナイトニッポン』でデビュー、ラジオ、テレビ、作詞など様々なジャンルで活躍する。
- 特にラジオでは、モーニング娘。の安倍なつみや、木村佳乃、テリー伊藤、黒木瞳、加藤晴彦、175R、アニメ声優などジャンルを問わず構成を行うマルチな職人。時には自らスタジオに入って喋る事もある。特にラジオ大阪とのかかわりが深く、Vステ関連番組などでは番組関連のイベントに前面に出る事もある。
- 2002年 - 限定公開の映画・『EAT&RUN』の企画・脚本を担当。
  - また、テレビではテレビ朝日のデザイン紹介番組「modern＋」の構成を行う。
- 2006年 - 担当番組『有楽町アニメタウン』内のオリジナルラジオドラマ「特務宇宙戦艦アニタン」（脚本担当）に、カネダ少将役で自ら出演した（なお、この番組にレギュラー出演している田中理恵のファンクラブ会員に送られる特典CDの構成も担当している）。
- 2006年9月11日 - MBSラジオ・TBSラジオ『毎日放送開局55周年記念番組・ラジオドラマ明日の記憶』脚本担当。
- 2009年3月-結婚

## 主な担当番組
- 東京キャラクターショーRADIO→有楽町アニメタウン
- 西川貴教のオールナイトニッポン
- 瞳と光央の爆発ラジオ（ラジオ日本・ラジオ大阪・KBCラジオ）
- ゆる蔵、うれしいね。
- SHOGOのオールナイトニッポン
- GO!GO!7188のオールナイトニッポンR
- 加藤晴彦の@llnightnippon.com
- まんとら〜マンガ虎の穴〜
- 新谷良子・マジキュー ラブラドールリボルバー
- 中川翔子のGサイエンス!
- 城田優のオールナイトニッポン
- ぶっちゃけTALK RADIO ギリ☆モザ
- 柳原可奈子のワンダフルナイト

## 脚本
テレビ
- 鉄板少女アカネ!!
- EAT&RUN
- 世にも奇妙な物語 20周年スペシャル・春 〜人気番組競演編〜「まる子に会える町」
- 世にも奇妙な物語 20周年スペシャル・秋 〜人気作家競演編〜「厭な扉」
- 世にも奇妙な物語 21世紀 21年目の特別編「ドッキリチューブ」
- 世にも奇妙な物語 2012年 春の特別編「スウィート・メモリー」
- 恋の正しい方法は本にも設計図にも載っていない（BeeTV）
- RUN60（2012年、MBS）
- 福家警部補の挨拶(2014年、フジテレビ）
- ホワイト・ラボ〜警視庁特別科学捜査班〜（2014年、TBS）
- 金田一耕助VS明智小五郎ふたたび（2014年、フジテレビ）

映画
- 恋の正しい方法は本にも設計図にも載っていない
- RUN60